# Kubok Rossii (calcio a 5)
La Kubok Rossii è la più prestigiosa coppa nazionale di calcio a 5 della Russia organizzata dalla RFU.
La formazione più titolata è la Dinamo Mosca che ha vinto nove edizioni mentre i rivali del Dina Mosca si sono imposti otto volte.

## Albo d'oro
| Stagione  | Sede             | Vincitore         | Finalista         |
| --------- | ---------------- | ----------------- | ----------------- |
| 1992      | Mosca            | Dina Mosca        | TRASCO            |
| 1993      | Mosca            | Dina Mosca        | GAMBA             |
| 1994      | Mosca            | Minkas            | Dina Mosca        |
| 1995      | Mosca            | Dina Mosca        | Spartak Novoruss  |
| 1996      | Mosca            | Dina Mosca        | TTG Jugorsk       |
| 1997      | Mosca            | Dina Mosca        | GKI-KSM Mosca     |
| 1998      | Mosca            | Dina Mosca        | VIZ Ekaterinburg  |
| 1999      | Mosca            | Dina Mosca        | Spartak Mosca     |
| 2000      | San Pietroburgo  | GKI Gazprom       | Noril'skij Nikel' |
| 2001      | Ekaterinburg     | Alfa Ekaterinburg | Dina Mosca        |
| 2002      | Mosca            | Spartak Mosca     | Dina Mosca        |
| 2003      | Čechov           | Dinamo Mosca      | VIZ-Sinara        |
| 2004      | Ščëlkovo         | Dinamo Mosca      | Sparta Ščëlkovo   |
| 2005      | Ščëlkovo         | Sparta Ščëlkovo   | Dinamo Mosca      |
| 2006-2007 | Andata e ritorno | VIZ-Sinara        | Dinamo Mosca      |
| 2007-2008 | Andata e ritorno | Dinamo Mosca      | VIZ-Sinara        |
| 2008-2009 | Andata e ritorno | Dinamo Jamal      | VIZ-Sinara        |
| 2009-2010 | Andata e ritorno | Dinamo Jamal      | Tjumen'           |
| 2010-2011 | Andata e ritorno | Dinamo Mosca      | Gazprom Jugra     |
| 2011-2012 | Andata e ritorno | Gazprom Jugra     | Dinamo Mosca      |
| 2012-2013 | Andata e ritorno | Dinamo Mosca      | Tjumen'           |
| 2013-2014 | Andata e ritorno | Dinamo Mosca      | Gazprom Jugra     |
| 2014-2015 | Andata e ritorno | Dinamo Mosca      | Noril'skij Nikel' |
| 2015-2016 | Andata e ritorno | Gazprom Jugra     | Sibirjak          |
| 2016-2017 | Andata e ritorno | Dina Mosca        | Dinamo Mosca      |
| 2017-2018 | Andata e ritorno | Gazprom Jugra     | Noril'skij Nikel' |
| 2018-2019 | Andata e ritorno | Gazprom Jugra     | Tjumen'           |
| 2019-2020 | Andata e ritorno | Noril'skij Nikel' | Gazprom Jugra     |
| 2020-2021 | Andata e ritorno | Gazprom Jugra     | Tjumen'           |
| 2021-2022 | Tjumen'          | Sinara            | Gazprom Jugra     |
| 2022-2023 | Ekaterinburg     | Sinara            | KPRF Mosca        |
| 2023-2024 | Noril'sk         | Noril'skij Nikel' | Gazprom Jugra     |

## Vittorie per club
| Titoli | Squadra           | Anni                                                 |
| ------ | ----------------- | ---------------------------------------------------- |
| 9      | Dinamo Mosca      | 2003, 2004, 2008, 2009, 2010, 2011, 2013, 2014, 2015 |
| 8      | Dina Mosca        | 1992, 1993, 1995, 1996, 1997, 1998, 1999, 2017       |
| 5      | Gazprom Jugra     | 2012, 2016, 2018, 2019, 2021                         |
| 3      | Sinara            | 2007, 2022, 2023                                     |
| 2      | Spartak Mosca     | 1994, 2002                                           |
| 2      | Noril'skij Nikel' | 2020, 2024                                           |
| 1      | GKI Gazprom       | 2000                                                 |
| 1      | Alfa Ekaterinburg | 2001                                                 |
| 1      | Sparta Ščëlkovo   | 2005                                                 |